# 斯文·福斯曼
斯文·福斯曼（瑞典語：Sven Forssman，1882年9月12日—1919年3月1日），生于哥德堡，瑞典男子体操运动员。他曾获得1908年夏季奥运会体操比赛男子团体全能金牌。他于1919年在哥德堡去世。